# 条約に関する国家承継に関するウィーン条約
条約に関する国家承継に関するウィーン条約（英: Vienna Convention on Succession of States in respect of Treaties）は、条約に関する国家承継の効果を定める多国間条約である。

## 採択
国連国際法委員会は1962年に国家承継に関する調査を始め、1974年に最終草案を採択した。国連総会は1975年・76年にこの最終草案を審議し、この案を具体化するため全権会議をウィーンで開催することを決定した。その結果開催された77年・78年に全権会議が開かれ、条約として採択された。
日本はこの問題について合理的かつ現実的な条約を作成する必要があるとの立場で積極的に全権会議の審議に参加し、条約を評価したものの、署名はしておらず、2020年10月現在もこの条約の当事国ではない。

## 用語の定義
この条約第2条に置かれている用語の定義規定のうちこの記事で必要なものを掲げる。
国家承継領域の国際関係上の責任が一国から他国に置き換わること。
先行国国家承継に際して他国によって置き換えられた国。
承継国国家承継に際して他国を置き換えた国。
新独立国承継国のうち、その領域が、国家承継の日の直前には先行国が国際関係上の責任を有する従属地域であったもの。

## 構成
- 第1部　一般規定
国家承継は、国境に影響を及ぼさない。
国家承継は、領域の使用または使用制限に関する条約上の義務には影響を及ぼさない。ただし軍事基地の設置を除く。
- 第2部　領域の一部に関する承継
A国・B国が存在しており、A国の領域の一部がB国の領域に加わったときは、承継された領域についてはA国の条約は効力を失い、B国の条約が効力を有する（条約国境移動の原則）。
- 第3部　新独立国
新独立国は、先行国の条約を承継するかどうかを選択できる（クリーン・スレートの原則（白紙の原則clean-slate rule）。ただし第1部などで例外とされている事項（国境など）を除く）。
- 第4部　国家の結合および分離
国家の結合・分離の際は、承継国は先行国の条約を引き継ぐ。
- 第5部　雑則
- 第6部　紛争の解決
- 第7部　最終規定

## 文献情報
- 中川融「<論説>条約に関する国家承継ウィーン条約について(一)」『政治学論集』第11巻、駒澤大学、1980年3月25日、1-29頁、NAID 110000189745。
- 中川融「<論説>条約に関する国家承継ウィーン条約について(二)」『政治学論集』第12巻、駒澤大学、1980年11月20日、13-41頁、NAID 110000189750。
- 中川融「<論説>条約に関する国家承継ウィーン条約について(三)」『政治学論集』第13巻、駒澤大学、1981年3月30日、17-42頁、NAID 110000189755。